# باتريك ماسون
باتريك ماسون (بالإنجليزية: Patrick Mason)‏ هو مخرج بريطاني، ولد في 1951 في لندن في المملكة المتحدة.

## وصلات خارجية
- باتريك ماسون على موقع IMDb (الإنجليزية)
- باتريك ماسون على موقع قاعدة بيانات برودواي على الإنترنت (الإنجليزية)